# Bushido Blade 2
Bushido Blade 2 (ブシドーブレード弐, Bushidō Burēdo Tsu) est un jeu de combat développé par Lightweight et édité par Square en 1998 exclusif à la PlayStation. Bushido Blade 2 est publié au Japon le 12 mars 1998.
Bushido Blade 2 est un jeu de combat à l'arme blanche où chaque personnage est doté soit d'un katana, soit d'une lance comme arme principale ainsi que d'une arme secondaire à jeter sur l'ennemi (éventail, dague, shuriken, saï). Le personnage peut courir à travers l'arène et tourner autour de son adversaire. Le principe du jeu donne la possibilité au joueur de terrasser son ennemi en un seul coup d'épée. Le titre est dans la continuité du premier épisode, l'aspect simulation est conservée et les positionnements et les anticipations sont les points importants du jeu,. Les nouveautés viennent avec l'ajout de nouveaux personnages et de nouveaux mouvements. Les particularités du premier Bushido Blade sont également retenues, la barre de vie n'est pas affichée à l'écran et aucune limite de temps de jeu n'est imposée au joueur. 
Dans ce deuxième opus, deux boutons sont réservés pour les attaques offensives, un bouton pour les attaques frontales et un autre pour les attaques circulaires,. La défense s'exécute avec la garde, le joueur peut ainsi changer la position de son arme pour une garde basse, moyenne ou haute. Une garde haute empêche notamment l'adversaire de toucher le joueur. Les impacts sont représentés par des couleurs, la couleur orange est utilisée pour afficher une blessure et un ralentissement du personnage. La couleur verte indique une garde faible, la couleur bleue une garde forte, la couleur rouge pour une blessure mortelle et la couleur blanche pour montrer au joueur qu'il a la possibilité d'exécuter une contre-attaque.